# Pince-nez

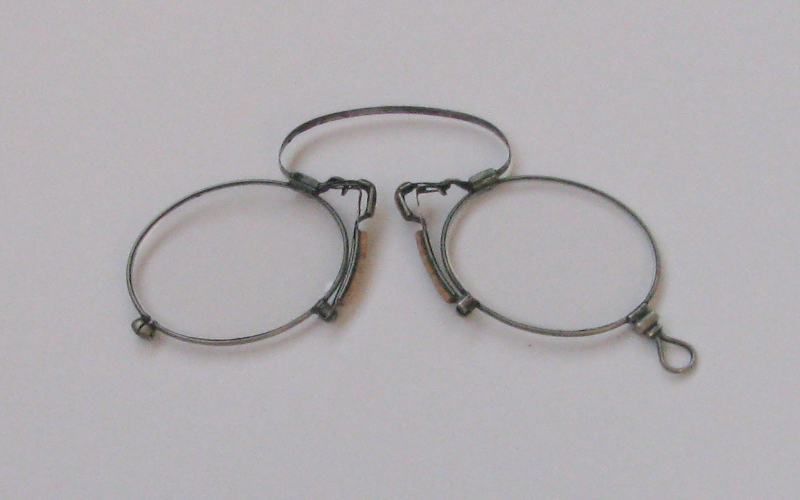
Pince-nez

Pince-nez ou Pincenê é um nome proveniente da língua francesa, formado a partir de "pincer" (beliscar) e "nez" (nariz). Foi um modelo de óculos usado do século XV até o início do século XX, cuja estrutura era desprovida de hastes. Sua fixação era feita apenas fixando-o sobre o nariz. Diferente dos Lornhons cujo modelo era dotado de haste lateral para ser colocado em frente aos olhos, o Pince-nez prendia seus aros como uma pinça a ossatura do nariz. O modelo foi superado pelos óculos de hastes modernos como os Numont cujos aros superiores ou inferiores eram finos e ofereciam leveza e segurança.